# Hesperonatalius
Genre
Hesperonatalius est un genre d'araignées mygalomorphes de la famille des Anamidae.

## Distribution
Les espèces de ce genre sont endémiques d'Australie-Occidentale.

## Liste des espèces
Selon World Spider Catalog (version 21.0, 29/06/2020) :
- Hesperonatalius harrietae Castalanelli, Huey, Hillyer & Harvey, 2017
- Hesperonatalius langlandsi Castalanelli, Huey, Hillyer & Harvey, 2017
- Hesperonatalius maxwelli Castalanelli, Huey, Hillyer & Harvey, 2017

## Publication originale
- Castalanelli, Huey, Hillyer & Harvey, 2017 : Molecular and morphological evidence for a new genus of small trapdoor spiders from arid Western Australia (Araneae: Mygalomorphae: Nemesiidae: Anaminae). Invertebrate Systematics, vol. 31, no 4, p. 492-505.